# Chiesa di Sant'Antonio Abate (Valtournenche)
La chiesa di Sant'Antonio Abate è la parrocchiale di Valtournenche, in Valle d'Aosta.

## Storia
La costruzione della chiesa risale al 1420, quando andò a sostituire una precedente cappella del 1412. Il campanile, isolato, venne eretto tra il 1760 e il 1763 per volontà del parroco Jean-Jacques Perruquet che regalò anche la campana maggiore. Nel XIX secolo la chiesa venne profondamente rimaneggiata, assumendo l'aspetto attuale in seguito al rifacimento del 1854.

## Descrizione

### Interni
La chiesa possiede una pianta rettangolare a tre navate. Le decorazioni sono opera del Mazzini, eccezion fatta per la pala dell’altare maggiore, realizzata del pittore Stornone. Oltre all’altare maggiore in marmo policromo con tabernacolo e ciborio di età contemporanea al rifacimento ottocentesco, si conservano altri due altari di fattezze quasi identiche. Entrambi sono in legno intagliato, dipinto ed in parte dorato, e presentano quattro colonne tortili di dimensioni diverse e separate da una cornice.

### Esterni
La facciata principale dà sulla Piazza Guide Alpine del Cervino, laddove sono collocate diverse targhe a ricordo della più famose guide alpine della Valtournenche, tra cui Jean-Antoine Carrel e Jean-Joseph Maquignaz, nonché à Amé Gorret.

## Galleria d'immagini

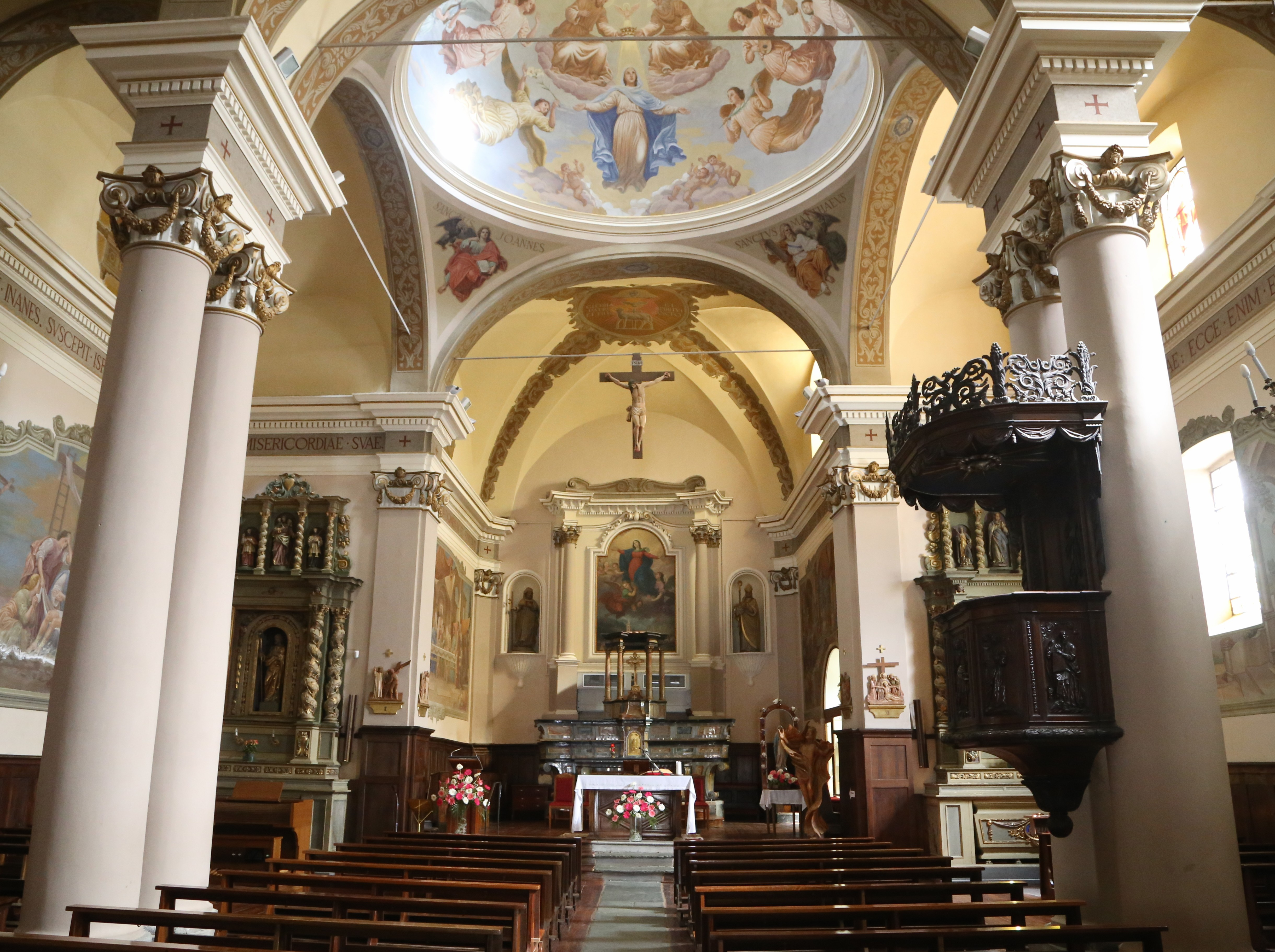
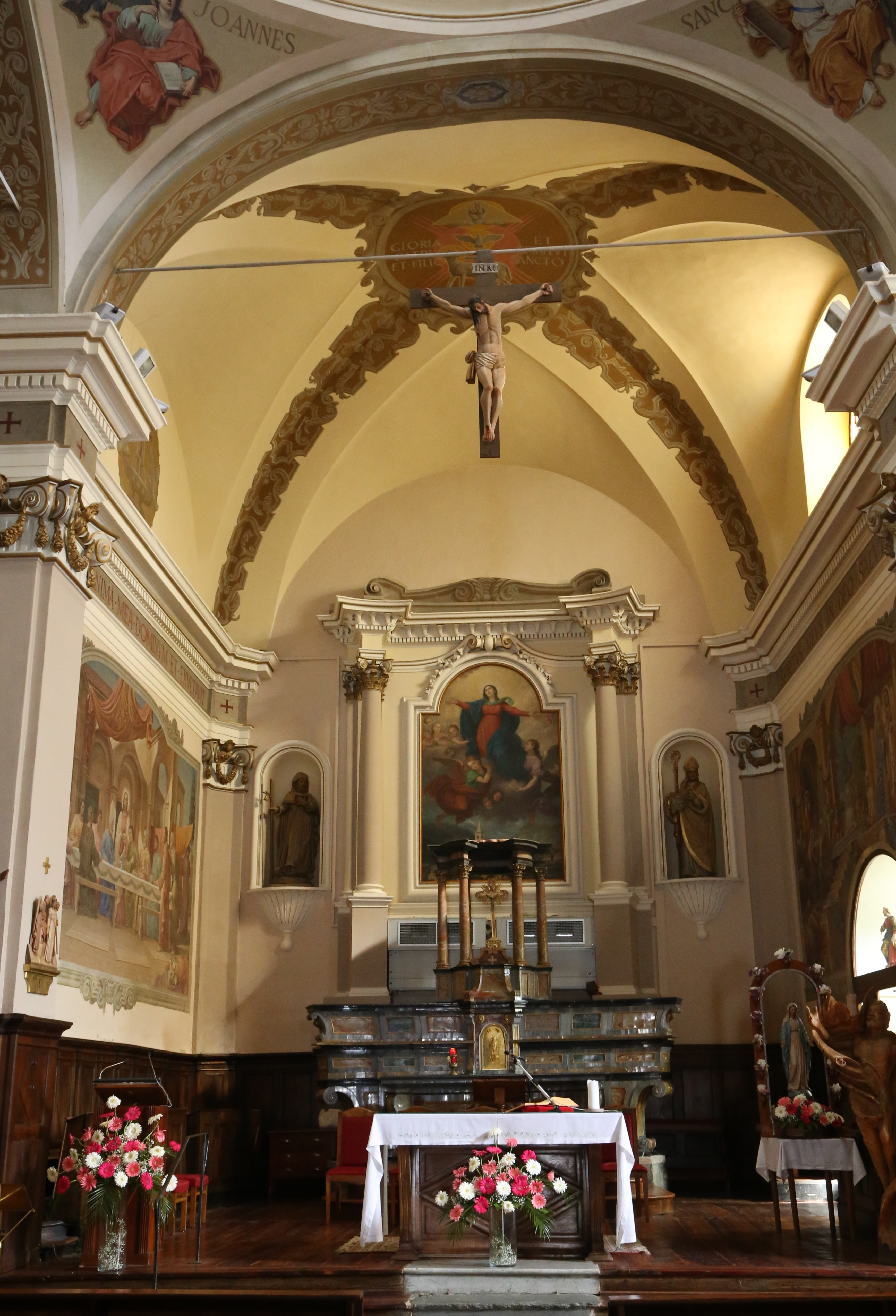
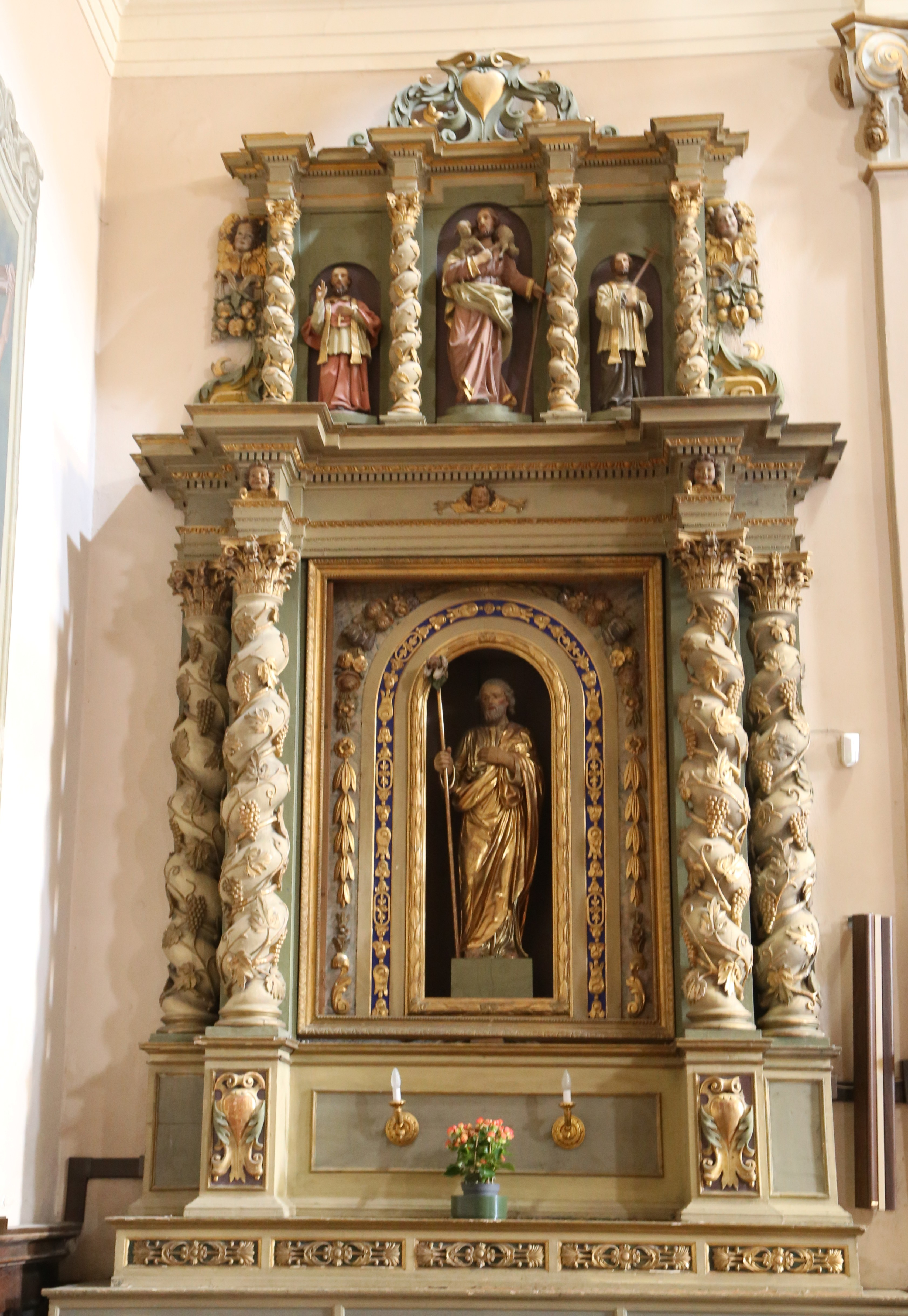